# Henrique Franco
Henrique Franco de Sousa (Funchal, 3 de março de 1883 — Coimbra, 18 de agosto de 1961), foi um pintor português.
Estudou na Escola Industrial António Augusto Aguiar do Funchal, antes de ingressar na Escola de Belas Artes de Lisboa. Pensionista em Paris ao fim da Primeira Guerra Mundial, era irmão do escultor Francisco Franco e foi um dos participantes na exposição Cinco Independentes, 1923. De início influenciado por Manet, "entrando depois numa simplificação decorativa", a sua obra é marcada por tendência de decorador. Viria a dedicar-se ao fresco, realizando trabalhos na Casa da Moeda (1936) e Igreja de Nossa Senhora de Fátima (1938), Lisboa. Foi professor na Escola de Belas-Artes de Lisboa.